# تاپاس (فیلم)
تاپاس (انگلیسی: Tapas) یک فیلم در ژانر کمدی-درام و کمدی به کارگردانی خوان کروس و  خوزه کورباچو است که در سال ۲۰۰۵ منتشر شد.

## بازیگران
- الویرا مینگس[۱]
- آنخل د آندرس لوپس[۱]
- ماریا گالیانا[۱]
- آلبرتو د مندوسا[۱]
- ادواردو بلانکو[۲]
- سیسیلیا رُزتو[۳]
- رُزاریو پاردو[۴]
- پیلار آرکاس[۵]